# Northstar Advantage
Northstar Advantage (Advantage) је био професионални рачунар фирме Northstar који је почео да се производи у Сједињеним Америчким Државама од 1982. године.
Користио је Z80 или 8088 као микропроцесор. RAM меморија рачунара је имала капацитет од 64 KB, прошириво до 256 KB. 
Као оперативни систем кориштен је CP/M, NDOS.

## Детаљни подаци
Детаљнији подаци о рачунару Advantage су дати у табели испод.
|                       |                                                                       |
| [ 1 ]                 |                                                                       |
| Произвођач            |                                                                       |
| Тип                   | професионални рачунар                                                 |
| Меморија              | 64 прошириво до 256 KB                                                |
| Поријекло             | Сједињене Америчке Државе                                             |
| Година                | 1982                                                                  |
| Тастатура             | Пуни помак, 79 тастера са функцијским тастерима и нумеричка тастатура |
| Процесор              |                                                                       |
| Фреквенција процесора | 3,5 Z80                                                               |
| RAM                   | 64 прошириво до 256 KB                                                |
| ROM                   | 2 (Boot ROM)                                                          |
| Текст                 | 40/80 знакова x 25 линија                                             |
| Графика               | 640 x 240 тачака                                                      |
| Боја                  | једна боја                                                            |
| Звук                  | мали звучник                                                          |
| Димензије             | непознато                                                             |
| Портови               |                                                                       |
| Оперативни систем     |                                                                       |